# إتش تي سي رايدير 4G
إتش تي سي رايدير 4G (بالإنجليزية: HTC Raider 4G)‏ هو هاتف ذكي من إتش تي سي يعمل بنظام أندرويد، تم طرحه في الأسواق في 21 سبتمبر 2011.

## الخصائص
- نظام التشغيل: أندرويد
- الكاميرا الأمامية: 8 ميجابكسل
- الكاميرا الخلفية: 1.3 ميجابكسل
- الشاشة: شاشة لمس
- المعالج: 1.5 جيجا هرتز ثنائي النواة
- الذاكرة: 1 جيجابايت
- التخزين: 16 جيجابايت